# Katolická církev v Tanzanii
Katolická církev v Tanzanii je křesťanské společenství v jednotě s papežem. Ke katolicismu se v Tanzanii hlásilo v roce 2005 asi 9,9 miliónu obyvatel , tzn. asi 29% populace.

## Historie
První katolické misie jsou datovány do roku 1499, kdy společně s Vascem da Gamou přišli na Zanzibar portugalští misionáři z řádu augustiniánů. Žili v nově založeném konventu, starali se však především o evropské křesťany, kteří zde žili. Po dobytí ostrova muslimskými Araby v roce 1698 konvent zanikl.
Druhá fáze evangelizace nastala v 19. století a je spojena se třemi misijními řády:
- Spiritány, kteří přišli pod vedením Antoina Hornera na Zanzibar roku 1863
- Misionáři Afriky (tzv. Bílí otcové), kteří pod vedením otce Livinhaca začali působit v roce 1878
- Benediktiny z německé kongregace sv. Otilie, kteří přišli v roce 1887 do Dar es Salaamu. Roku 1888 založili opatství v Peramiho a roku 1906 opatství Ndanda.

Roku 1925 vznikl první katolický kněžský seminář v Kipalapala u Tabory. Prvním domorodým biskupem byl Laurean Rugambwa, jehož Pius XII. jmenoval biskupem v roce 1951 a Jan XXIII. v roce 1960 kardinálem.
V roce 1953 byla ustanovena samostatná tanzanská církevní hierarchie se dvěma metropolemi, v Dar es Salaamu a Taboře.
Roku 1990 zemi navštívil papež Jan Pavel II.

## Církevní struktura římskokatolické církve
V Tanzanii je 6 církevních provincií, mezi něž je rozděleno dalších 29 sufragánních diecézí:
- Arcidiecéze Arusha
  - Diecéze Mbulu
  - Diecéze Moshi
  - Diecéze Same
- Arcidiecéze Dar-es-Salaam
  - Diecéze Ifakara
  - Diecéze Mahenge
  - Diecéze Morogoro
  - Diecéze Tanga
  - Diecéze Zanzibar
- Arcidiecéze Dodoma
  - Diecéze Kondoa
  - Diecéze Singida
- Arcidiecéze Mwanza
  - Diecéze Bukoba
  - Diecéze Bunda
  - Diecéze Geita
  - Diecéze Kayanga
  - Diecéze Musoma
  - Diecéze Rulenge-Ngara
  - Diecéze Shinyanga
- Arcidiecéze Songea
  - Diecéze Iringa
  - Diecéze Lindi
  - Diecéze Mbeya
  - Diecéze Mbinga
  - Diecéze Mtwara
  - Diecéze Njombe
  - Diecéze Tunduru-Masasi
- Arcidiecéze Tabora
  - Diecéze Kahama
  - Diecéze Kigoma
  - Diecéze Mpanda
  - Diecéze Sumbawanga.

## Biskupská konference
Všichni katoličtí biskupové v zemi jsou členy Biskupské konference Tanzanie (Tanzania Episcopal Conference, TEC) . Ta je organizována v Asociaci členů biskupských konferencí východní Afriky (Association of Member Episcopal Conferences in Eastern Africa, AMECEA) a celoafrickém Sympoziu biskupských konferencí Afriky a Madagaskaru.

## Nunciatura
Svatý stolec je v Tanzanii od roku 1968 reprezentován apoštolským nunciem. Do dubna 2016 tuto funkci zastával Francisco Montecillo Padilla.